# Carter Ashton
Carter Ashton, född 1 april 1991, är en kanadensisk professionell ishockeyspelare som spelar för Rögle BK i SHL. Han har tidigare spelat på NHL-nivå för Toronto Maple Leafs, på lägre nivåer för Norfolk Admirals, Toronto Marlies och Syracuse Crunch i AHL samt Lethbridge Hurricanes, Regina Pats och Tri-City Americans i Western Hockey League (WHL).
Ashton draftades i första rundan i 2009 års draft av Tampa Bay Lightning som 29:e spelare totalt.
Den 6 februari 2015 valde Maple Leafs att skicka iväg honom och David Broll till Lightning för en villkorad draftval i sjunde rundan för 2016 års draft.
Han är son till den före detta ishockeyspelaren Brent Ashton som spelade 998 NHL-matcher under sin 14 år långa spelarkarriär.

## Statistik
| 2006–2007  | Saskatoon Contacts    | SJHL       | 41  | 28 | 38 | 66  | 99  | 3  | 3 | 5 | 8  | 6  |
|            | Lethbridge Hurricanes | WHL        | 2   | 0  | 0  | 0   | 0   | —  | — | — | —  | —  |
| 2007–2008  | Lethbridge Hurricanes | WHL        | 40  | 5  | 4  | 9   | 21  | 19 | 0 | 1 | 1  | 12 |
| 2008–2009  | Lethbridge Hurricanes | WHL        | 70  | 30 | 20 | 50  | 93  | 11 | 1 | 2 | 3  | 15 |
| 2009–2010  | Lethbridge Hurricanes | WHL        | 28  | 13 | 13 | 26  | 52  | —  | — | — | —  | —  |
|            | Regina Pats           | WHL        | 37  | 11 | 14 | 25  | 52  | —  | — | — | —  | —  |
|            | Norfolk Admirals      | AHL        | 11  | 1  | 0  | 1   | 6   | —  | — | — | —  | —  |
| 2010–2011  | Regina Pats           | WHL        | 29  | 16 | 11 | 27  | 44  | —  | — | — | —  | —  |
|            | Tri-City Americans    | WHL        | 33  | 17 | 27 | 44  | 62  | 10 | 3 | 5 | 8  | 4  |
|            | Norfolk Admirals      | AHL        | —   | —  | —  | —   | —   | 2  | 0 | 0 | 0  | 0  |
| 2011–2012  | Toronto Maple Leafs   | AHL        | 15  | 0  | 0  | 0   | 13  | —  | — | — | —  | —  |
|            | Norfolk Admirals      | AHL        | 56  | 19 | 16 | 35  | 58  | —  | — | — | —  | —  |
|            | Toronto Marlies       | AHL        | 7   | 2  | 1  | 3   | 8   | 6  | 1 | 2 | 3  | 8  |
| 2012–2013  | Toronto Marlies       | AHL        | 53  | 11 | 8  | 19  | 67  | 9  | 3 | 2 | 5  | 4  |
| 2013–2014  | Toronto Maple Leafs   | AHL        | 32  | 0  | 3  | 3   | 19  | —  | — | — | —  | —  |
|            | Toronto Marlies       | AHL        | 24  | 16 | 7  | 23  | 30  | 12 | 4 | 5 | 9  | 16 |
| 2014–2015  | Toronto Maple Leafs   | NHL        | 7   | 0  | 0  | 0   | 0   | —  | — | — | —  | —  |
|            | Toronto Marlies       | AHL        | 12  | 4  | 4  | 8   | 8   | —  | — | — | —  | —  |
|            | Syracuse Crunch       | AHL        | 29  | 3  | 11 | 14  | 61  | 3  | 0 | 0 | 0  | 7  |
| NHL totalt | NHL totalt            | NHL totalt | 54  | 0  | 3  | 3   | 32  | —  | — | — | —  | —  |
| AHL totalt | AHL totalt            | AHL totalt | 192 | 56 | 47 | 103 | 238 | 32 | 8 | 9 | 17 | 35 |
| WHL totalt | WHL totalt            | WHL totalt | 239 | 92 | 89 | 181 | 329 | 40 | 4 | 8 | 12 | 31 |